# جوليانوس
جوليانوس (بالإنجليزية: Salvius Julianus)‏ (و. 115 – 170 م) هو سياسي من روما القديمة، ولد في سوسة، توفي عن عمر يناهز 55 عاماً.

## مناصب
تولى منصب عضو مجلس الشيوخ الروماني القديم
- مدافع عن العامة
- قنصل الإمبراطورية الرومانية.

| المناصب السياسية                                                                       | المناصب السياسية                                                           | المناصب السياسية                                             |
| -------------------------------------------------------------------------------------- | -------------------------------------------------------------------------- | ------------------------------------------------------------ |
| سبقه Sextus Cocceius Severianus Honorinus و Gaius Popilius Carus Pedo كsuffect consuls | قنصل الإمبراطورية الرومانية AD 148 مع Gaius Bellicius Calpurnius Torquatus | تبعه Satyrius Firmus، وGaius Salvius Capito كsuffect consuls |